# Die Netzflickerin
Die Netzflickerin ist ein Roman des niederländischen Schriftstellers Maarten ’t Hart. Die Originalausgabe erschien 1996 unter dem Titel De nakomer. Die deutsche Übersetzung von Marianne Holberg wurde 1998 im Arche Verlag veröffentlicht; im Jahr 2000 erschien eine Taschenbuch-Ausgabe im Piper Verlag. Die deutsche Fassung wurde in Absprache mit dem Autor gegenüber dem Original leicht überarbeitet.

## Handlung
Hauptperson des Romans ist der Apotheker Simon Minderhout. Die drei Hauptteile des Buches sind verschiedenen Abschnitten seines Lebens gewidmet.
Simon wird 1914 in Groningen als letztes und im Grunde nicht mehr erwartetes Kind seiner Eltern Jacob und Neletta Minderhout geboren. 1918 zieht die Familie aufs Land in das Dorf Anloo, somit wird die ländliche Umgebung prägend für seine Kindheit. Lange Fahrten auf dem Fahrrad und Spaziergänge über die weiten Felder geben ihm Raum für mancherlei Betrachtungen, die sich bald ins Philosophische erstrecken und in der Erkenntnis gipfeln, „dass Gott nicht existiert“. Als er damit in der Schule für einen Skandal sorgt, muss sein Vater die Wogen glätten und rät seinem Sohn, nicht allzu freimütig zu seinen Ansichten zu stehen. Nach dem erfolgreichen Besuch der höheren Schule entscheidet sich Simon schließlich dazu, in Leiden Pharmazie zu studieren, weil er dort auch philosophische Vorlesungen hören kann.
Die Handlung des zweiten Teils beginnt 1939. Simon Minderhout nimmt seine Tätigkeit als Apotheker in der Kleinstadt Maassluis auf. Sein Vater gibt ihm auf einem Spaziergang durch die Straßen noch gute Ratschläge über die Eigenarten der Bewohner mit auf den Weg. Seiner beruflichen Anerkennung zum Trotz bleibt Minderhout als Freigeist und Kunstliebhaber ein Außenseiter in seiner von einer starken Frömmigkeit geprägten Umgebung. So gelingt es ihm auch nicht, nach dem Einmarsch der Deutschen im Jahr 1940 Kontakt zu Widerstandsgruppen zu bekommen. Ein von ihm organisierter Versuch, mehreren Flüchtlingen auf einem Fischkutter die Überfahrt nach England zu ermöglichen, scheitert kläglich. Unerwartet kommt er doch noch in Verbindung zum Untergrund, als wiederholt eine junge Frau, die sich Hillegonda nennt, in seine Apotheke kommt, um für verwundete oder erkrankte Widerstandskämpfer Medikamente zu besorgen. Als sie für einige Zeit bei ihm untertaucht, kommt es zu einer Liebesnacht, die beide ihr Leben lang nicht vergessen werden. Aber ebenso plötzlich, wie die Netzflickerin erschienen ist, bleibt sie auch wieder verschwunden. Simons Versuche, ihren Aufenthalt zu ermitteln oder herauszufinden, wie eng sie mit den jungen Verschwörern liiert ist, bleiben erfolglos und finden ein jähes Ende, als ihn die Gruppe, die sich von ihm verfolgt wähnt, eines Abends in Schiedam heftig verprügelt.
Der dritte Teil spielt nahezu 50 Jahre nach den Kriegsereignissen. Simon Minderhout hat sein Berufsleben und seine Ehe längst hinter sich und lebt in einer Altenwohnung. Bei einem seiner gewohnten Spaziergänge wird er von einer Gruppe jugendlicher Motorradfahrer bedrängt. Der Anführer verlangt von ihm 10.000 Gulden Schweigegeld, andernfalls werde er die Öffentlichkeit darüber informieren, dass Minderhout sich im Krieg als Verräter für den Tod einer achtköpfigen Gruppe verantwortlich gemacht habe. Simon geht nicht darauf ein, liest aber bald darauf in der Zeitung einen Artikel, der ihn mit der Erschießung von acht Widerstandskämpfern in Schiedam in Zusammenhang bringt. Andere Blätter greifen diesen Vorwurf auf, selbst im Fernsehen wird über Minderhouts Vergangenheit berichtet und über seinen angeblichen Antisemitismus spekuliert. Als auch in seiner Umgebung die Anfeindungen zunehmen, verlässt er nachts seine Wohnung und nimmt Zuflucht bei seinem Freund, dem Musiker Aaron Oberstein. Eine hartnäckige Journalistin, die sich Wendela Tervuuren nennt, scheint ein aufrichtiges Interesse an der Aufklärung des Falles zu haben und unternimmt mit Simon eine Reise an die Stätten seiner Jugend und Kindheit – ihr Artikel weist später in der Tat die meisten Vorwürfe und Spekulationen zurück. Eine unerwartete Wendung nimmt der Fall am Ende, als der jugendliche Erpresser Opfer eines Unfalls wird und es Aaron gelingt, dessen Identität zu ermitteln: es handelt sich um einen Enkel von Hillegonda. Im Schlusskapitel stattet Simon Minderhout der einstigen Netzflickerin einen Besuch ab. Sie erzählt ihm, dass sie zur Zeit ihrer ersten Begegnung bereits verlobt war, jedoch nicht mit einem der Untergrundkämpfer und gesteht andererseits, dass sie vor kurzem ihrem Enkel in einem unbedachten Moment erzählt habe, was sie rund 50 Jahre lang für sich behalten habe: nämlich dass ihrer Meinung nach Simon in der Tat aus Eifersucht oder weil er sich für die Prügel rächen wollte, die jungen Männer an die Deutschen verraten habe. Das Wiedersehen endet ambivalent: Hillegonda, die in Wahrheit nur Hilde heißt, hat die Liebesnacht mit Simon ihr Leben lang nicht vergessen (weil sie nichts Vergleichbares mehr erlebte), er kann sie aber nicht davon überzeugen, dass er am Tod der acht jungen Männer völlig unschuldig ist.

## Interpretation
Das Buch lässt die meisten Motive anklingen, die für ’t Harts Werke typisch sind: seine große Liebe zu den niederländischen Orten und Landschaften, in denen er aufgewachsen ist, bei gleichzeitiger Kritik am engen Horizont vieler ihrer Bewohner, eine Auseinandersetzung mit den Verstrickungen von Widerstand und Kollaboration während der Zeit der deutschen Besatzung, eine große Wertschätzung klassischer Musik und eine gewisse Sympathie für gesellschaftliche Außenseiter sowie die Beschäftigung mit philosophischen und theologischen Fragestellungen bei gleichzeitiger Kritik an religiösem Eifer und Sektierertum.
Zentrales Thema dieses Romans ist jedoch die Hilflosigkeit des Individualisten gegenüber Gruppierungen, die ihm fremd bleiben, seien es nun gewisse religiöse Sektierer, die deutsche Besatzungsmacht oder Gruppen von Jugendlichen, die gegen diese bzw. ihre vermeintlichen Kollaborateure vorgehen wollen. Simon Minderhout als Freigeist und Kunstliebhaber bleibt auf dem Land und in der Kleinstadt ein Außenseiter, er eckt an und wird verdächtigt. Seine Bereitschaft, etwas gegen die deutschen Besatzer zu unternehmen, kann er nicht in wirksames Handeln umsetzen, weil er als Einzelgänger nicht über die richtigen Kontakte verfügt. Auch den späteren Verdächtigungen und Beschuldigungen steht er hilflos gegenüber und kann nur flüchten. Die Gegenwelten, wo er dem „Wüten der ganzen Welt“ entgehen kann, sind erfüllte Liebe und Freundschaft, die freie Landschaft und die Musik.
Der Autor konzentriert sich in diesem Buch auf die inhaltlichen Aspekte, erzähltechnisch ist dieser Roman eher konventionell. Die gesamte Handlung wird – abgesehen von einem kurzen Prolog – aus der Perspektive des auktorialen Erzählers geschildert und im Prinzip chronologisch entfaltet. Allerdings kommen verschiedene Bezüge zu seinem Vorgänger Das Wüten der ganzen Welt vor. Die Figuren Simon Minderhout und Aaron Oberstein gehörten auch dort zu den Hauptpersonen und der von Minderhout initiierte gescheiterte Fluchtversuch mit dem Kutter der Brüder Vroombout hatte dort einen zentralen Stellenwert. Während ’t Hart die Ereignisse der Jahre 1940 bis 1945 im ersten Anlauf aus der Sicht eines Spätgeborenen retrospektiv aufarbeitet, wählt er bei seiner zweiten Auseinandersetzung einen Protagonisten, der eine Generation älter ist, also zu den Tätern, Opfern oder Zeugen jener Zeit gehört, über die zu Beginn der 1990er Jahre noch einmal (nicht zuletzt unter dem Eindruck der Waldheim-Affäre) heftig diskutiert wurde. Gewiss lässt sich unterstellen, dass Maarten ’t Hart mit einer thematischen Verbindung zu Das Wüten der ganzen Welt auch an dessen Erfolg beim Publikum anknüpfen wollte, es lässt sich aber auch so interpretieren, dass der Autor sich aus verschiedenen Perspektiven an diesen heiklen Geschichtsabschnitt annähert, um zu demonstrieren, dass es hier keine einfachen Wahrheiten, keine eindeutige Zuweisung von Schuld und Unschuld gibt und dass sich nur ein Urteil erlauben kann, wer den jeweiligen Fall eindringlich untersucht hat.

## Buchausgaben
- Maarten 't Hart: Die Netzflickerin. Aus dem Niederländischen von Marianne Holberg. 
  - 3. Auflage. Arche, Zürich 1998, ISBN 3-7160-2237-3.
  - Piper, München/Zürich 2000, ISBN 3-492-22800-3.